# Ново-Дурово
Ново-Дурово — деревня в Гусь-Хрустальном районе Владимирской области России, входит в состав Купреевского сельского поселения.

## География
Деревня расположена на берегу реки Чармус в 12 км на юг-восток от центра поселения Купреево, в 63 км на юго-восток от райцентра Гусь-Хрустального.

## История
В 1859 году в деревня была приписана к Черсевскому приходу и имела 44 двора
В XIX и первой четверти XX века деревня входила в состав Черсевской волости Меленковского уезда.
С 1929 года деревня входила в состав Дмитриевского сельсовета Меленковского района, с 1963 года — в составе Колпского сельсовета Гусь-Хрустального района.

## Население
| 1859 | 1897 | 1926 |
| ---- | ---- | ---- |
| 269  | 529  | 611  |

| 1859 | 1897 | 1905 | 1926 | 2002 | 2010 | 2021 |
| ---- | ---- | ---- | ---- | ---- | ---- | ---- |
| 269  | ↗529 | ↗540 | ↘231 | ↘69  | ↗206 | ↘177 |

## Инфраструктура
В деревне находится МКОУ «Новодуровская основная общеобразовательная школа».